# Batalhão Colômbia
O Batalhão Colômbia foi uma unidade militar formada por 5.062 homens das Forças Armadas da Colômbia que participaram na Guerra de Coreia, entre 1951 e 1954. No marco de sua primeira missão militar internacional, a Colômbia fez presença na península coreana com o Batalhão Colômbia. Assim se denominou ao grupo colombiano de três fragatas e um batalhão de infantaria, que em diferentes momentos e lugares incursionaram no conflito, respondendo à convocação realizada pelas Nações Unidas, liderada pelos Estados Unidos, para apoiar as forças da Coreia do Sul. Enquanto isso, a Coreia do Norte recebeu o respaldo da União Soviética e da China.
A Colômbia foi o único país latino-americano que enviou um batalhão de combate ao conflito. Conquanto a participação do Exército Nacional da Colômbia num conflito internacional no marco da Guerra Fria tem sido inclusive chamada “a Guerra Esquecida”, desde o ponto de vista sul-coreano, esta meta histórica é o arcabouço que tem suportado uma relação bilateral "especial" entre Coreia do Sul e Colômbia nos últimos 60 anos.
Segundo cifras oficiais da Embaixada da República da Coreia na Colômbia, 145 combatentes do Batalhão Colômbia perderam a vida durante os confrontos, 69 soldados foram dados por desaparecidos e 610 resultaram feridos. Alguns veteranos colombianos da Guerra da Coreia continuaram no Exército Nacional da Colômbia e inclusive atingiram o posto de generais. Outros muitos suboficiais e soldados têm vivido e morrido em condições extremas de vulnerabilidade e esquecimento, apesar das iniciativas de retribuição e memória histórica projetadas ou implementadas por atores públicos e privados, tanto na Colômbia como na Coreia do Sul.

## Batalhão Colômbia nº 1

### Antecedentes e contexto
A Guerra de Coreia constitui um dos palcos da “guerra por procuração” (em inglês, proxy war) que ocorreram durante a Guerra Fria. No domingo 25 de junho de 1950, os tanques da Coreia do Norte atravessaram o paralelo 38, iniciando a confrontação armada que estender-se-ia até o armistício de 1953. Este bando contava com o respaldo militar da União de Repúblicas Socialistas Soviéticas e a República Popular da China. Os Estados Unidos, visivelmente focados em “frear a expansão do comunismo” na Ásia, reagiram de maneira imediata ordenando a mobilização de suas forças que estavam no Japão para apoiar o Exército sul-coreano. Ademais, o governo estado-unidense solicitou a intervenção do Conselho de Segurança das Nações Unidas. Como resultado, este órgão expediu uma resolução que demandava a retirada das forças norte-coreanas, ao mesmo tempo em que requeria a participação e o apoio de todos os seus Estados-membros para tal fim.
Em 27 de junho de 1950, o secretário da Organização das Nações Unidas (ONU) formulou a petição de ajuda para as forças aliadas desdobradas na península. Nações como Austrália, Bélgica, Luxemburgo, Grécia, Países Baixos, França, Turquia, Canadá, entre outras, responderam a este chamado, atingindo um total de 18 países que ofereceram apoio militar. Quanto ao continente americano, esperava-se que México, Argentina e Brasil colaborassem com um regimento, enquanto se previa que o resto dos países americanos contribuísse uma companhia. Porém, muitos deles declinaram esta solicitação porque consideraram que no fundo se tratava de uma contenda entre a União Soviética e os Estados Unidos.

### Criação

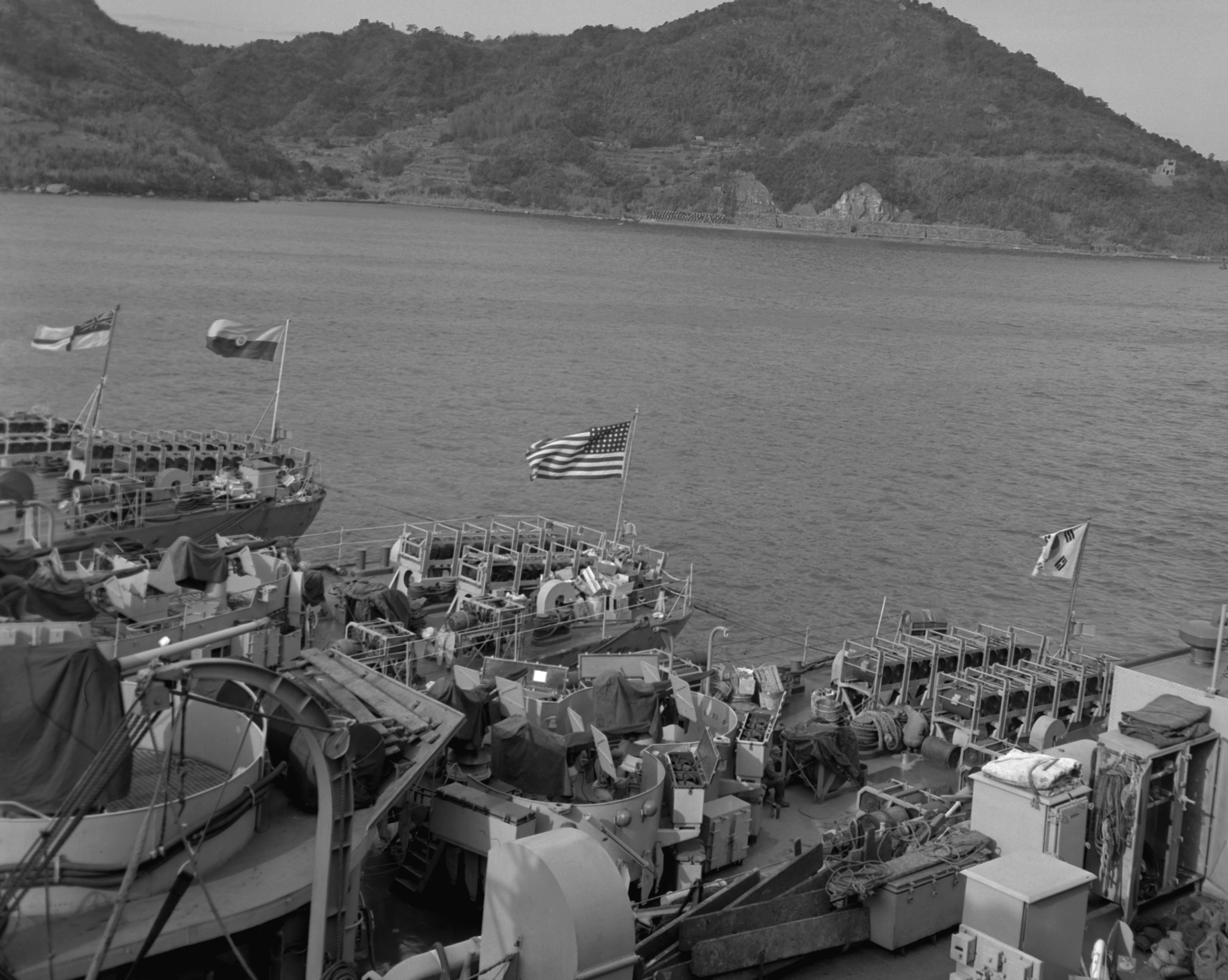
Fragata colombiana ARC Almirante Padilla (F-11) (2.ª desde a esq.) fundeada ao lado do USS Jason (ARH-1) no estuário Han na Coreia do Sul, em 16 de janeiro de 1952, junto a outras fragatas de várias nacionalidades.

Em princípio, a posição do governo colombiano não era muito diferente à que tinham adoptado seus pares latino-americanos, dado que, conquanto teve um respaldo contundente - ao menos discursivo - à iniciativa estado-unidense, alguns setores na Colômbia notavam que o país mal contava com as forças para atender suas necessidades internas numa conjuntura particularmente complexa: de transição presidencial e contendas bipartidaristas, enquadradas no período da Violência.
Não obstante, o governo de Laureano Gómez Castro ofereceu uma unidade naval às forças aliadas e duas semanas mais tarde agregou a seu compromisso um batalhão de infantaria, que ainda não existia. Aceitadas ambas unidades, o ministro da guerra colombiano, Roberto Urdaneta, enviou a fragata Almirante Padilla desde Cartagena para a base naval de San Diego, na Califórnia, sob o comando do Capitão-de-Corveta Julio César Reis Canal, com o fim de adiantar reparos e adequação de sua equipe para a missão de guerra e um período de treinamento para sua tripulação. Assim se estabeleceu no Decreto 3230 de 23 de outubro de 1950. Em relação com o corpo de infantaria, o Decreto 3927 de dezembro de 1950, criou o Batalhão de Infantaria N.º 1 Colômbia, com destino ao exército das Nações Unidas na Coreia.

### A Colômbia na Guerra de Coreia
O primeiro comboio enviado foi uma frota da Marinha, o famoso Almirante Padilla, que partiu de Cartagena em 1º de novembro de 1950 com destino à Base Naval de San Diego, nos Estados Unidos. Lá teve que ser adaptada e preparada para seguir para Pearl Harbor, e depois para a Base Sasebo no Japão, onde foi designada para patrulhar a costa oeste da Coréia. Este e grupos subsequentes de soldados colombianos que viajaram para a Coréia receberam treinamento dos militares estado-unidenses. Em 18 de maio de 1951, partiu de Buenaventura, no Pacífico colombiano, o primeiro contingente do Exército que desembarcou no porto de Busan, na Coreia do Sul, em 16 de junho do mesmo ano. Os soldados colombianos lutariam a mais de 16.000 quilômetros de seu país em uma das maiores batalhas ideológicas da história recente.
"Combati em três guerras. Achei que não faltava nada para eu ver no campo do heroísmo e da intrepidez humana. Mas eu precisava ver combater o Batalhão Colombiano!"— Blackshear M. Bryan, Tenente-General do Exército dos Estados Unidos

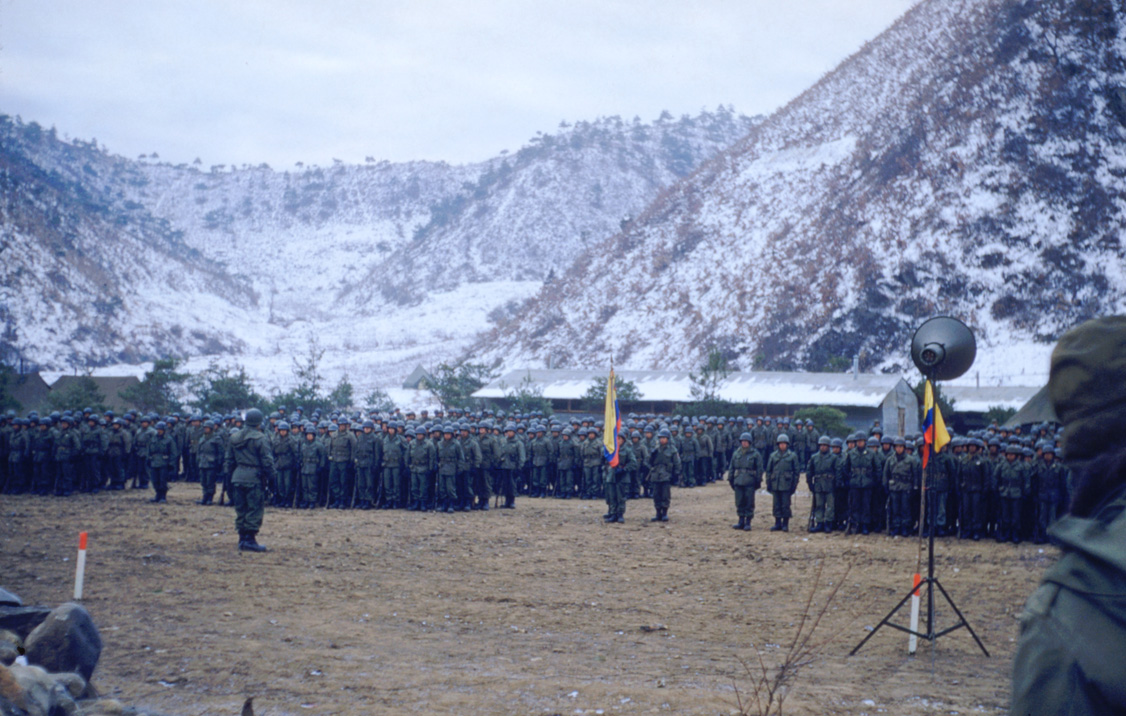
Soldados do Batalhão no inverno.

Em sua primeira ação no estrangeiro em 127 anos, a Colômbia foi a única nação sul-americana a enviar um contingente para lutar na Coréia. A tropa foi composta igualmente por voluntários e veteranos do exército regular e seu batismo de fogo ocorreu em 15 de agosto de 1951. O Batalhão Colômbia esteve sob a direção das tropas dos Estados Unidos, especificamente as 7ª e 24ª Divisões de Infantaria; sendo equipados com material americano. Os colombianos participaram em múltiplos combates (Nomad, Thunderbolt, Climber e Bárbula). Os Estados Unidos forneceram transporte para os contingentes estrangeiros na Coréia, alguns dos quais trouxeram equipamentos antigos até mesmo anteriores à Segunda Guerra Mundial ou careciam de veículos completamente, e isto necessitou que militares fossem treinados em manutenção. Militares de países que ainda não haviam entrado na era automotiva tiveram dificuldades com a instrução mecânica e foram considerados inaptos para os padrões americanos; com os colombianos sendo uma exceção pois, embora provindos de uma nação não-motorizada, facilmente se adaptaram aos padrões americanos de manutenção e até mesmo os ultrapassaram. Ademais, as fragatas ARC Almirante Padilla, ARC Capitão Tom e ARC Almirante Brión da Armada Nacional participaram de várias ações militares durante a guerra.
Um dos confrontos mais icônicos nos quais participaram soldados colombianos foi o das colinas de Old Baldy ao norte de Seul. Conquanto este durou 10 meses, foi durante a quinta batalha em março de 1953 que a contribuição da Colômbia foi essencial para as forças da ONU. Ali, os colombianos impediram o avanço das tropas chinesas ao que teria sido um acesso direto a Seul. Alguns veteranos sugerem que grande parte de seu sucesso se devia às similitudes desse terreno com as montanhas de Boiacá e Antioquia. Nesta batalha tombaram 95 soldados, 97 foram feridos e 30 tomados como prisioneiros de guerra pelos chineses.
Em 27 de julho de 1953 estabeleceu-se o Armisticio de Panmunjom onde as duas partes aceitaram ao paralelo 38 como linha fronteiriça. Por esta data, 145 combatentes colombianos tinham morrido, 610 estavam feridos, e cerca de 69 desapareceram. Para o povo coreano este conflito deixou mais de três milhões e meio de vítimas mortais, bem como milhares de deslocados e desaparecidos. Tendo cumprido com sua missão, o Exército saiu de Coreia do Sul em 1954 e a Armada em 1955.

### Regresso à Colômbia

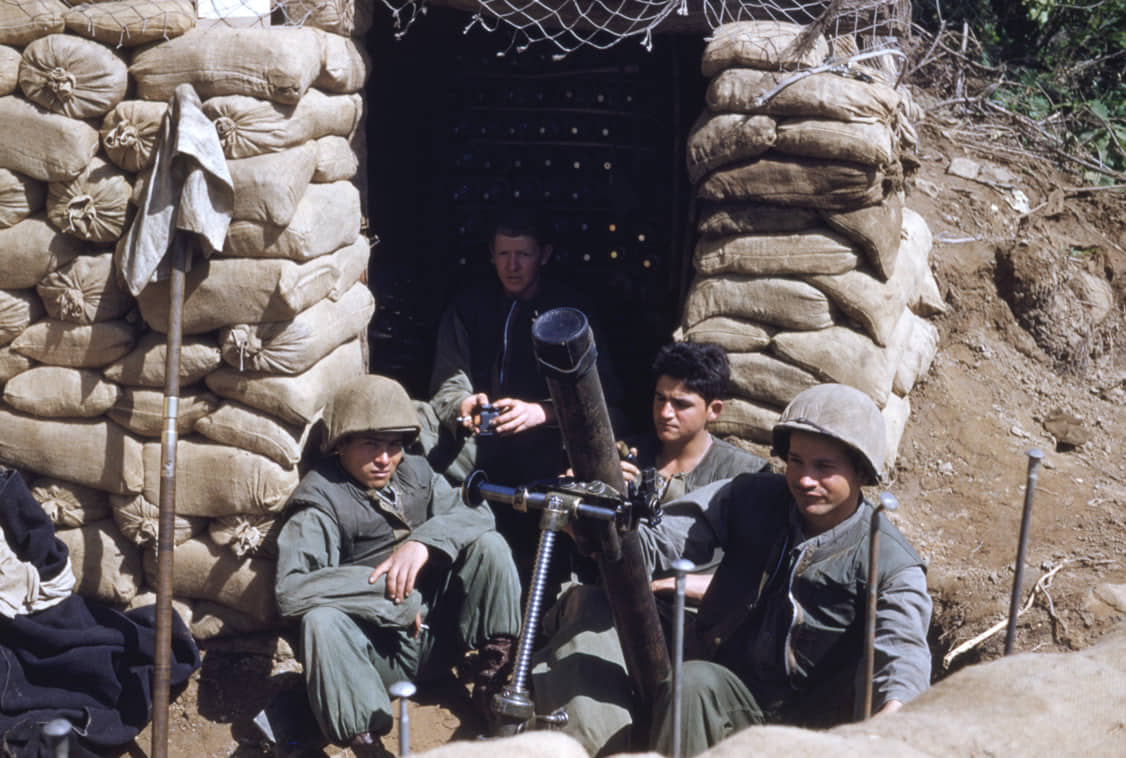
Soldados colombianos junto a um morteiro.

Em 30 de novembro de 1954, o presidente General Gustavo Vermelhas Pinilla realizou um discurso de boas-vindas ao último contingente militar que chegou da Coreia. Exaltou a participação colombiana, nos mesmos termos que o fez Laureano Gómez na despedida de 12 de maio de 1951.
Apareceram numerosas publicações militares sobre as experiências da guerra e várias cátedras novas nas escolas militares a cargo dos oficiais que tiveram a experiência da guerra. Após a expectativa que gerou o regresso das tropas à Colômbia, os recém-chegados combatentes se encontraram com uma dura realidade: “Alguns integrantes, especialmente suboficiais, continuaram no Exército Nacional. A maioria, especialmente os soldados rasos inválidos na frente para a vida militar, dispersaram-se por todo o país, para seus lares, convencidos que sua condição de veteranos abrir-lhes-ia as portas do trabalho remunerado. Muitos deles conseguiram se incorporar de novo às empresas que abandonaram para viajar a Coreia. Mas a maioria fez-se membro forçado dessa numerosa, desadaptada e dramática família dos veteranos sem emprego”.
O soldado colombiano da Guerra da Coreia foi representado de várias maneiras, segundo os interesses interpretativos de quem fizesse a leitura. Assim, os oficiais que foram à guerra construíram sua própria visão mítica do soldado. Do mesmo modo, os acadêmicos e literatos que reconstruíram a guerra criaram sua própria versão do soldado, mais próxima a uma vítima. Finalmente, sessenta anos depois, os mesmos soldados também reconstruíram seu papel de uma maneira particular, reivindicando suas atuações dentro da guerra.

## Massacre de estudantes em 1954
No marco da comemoração do assassinato ocorrido em 1928 do estudante Gonzalo Bravo Pérez, em 8 de junho de 1954, morreu Uriel Gutiérrez Restrepo, de vinte e três anos, estudante do quarto ano de medicina e filosofia, e outros resultaram feridos por ação da Polícia Nacional. Em consequência, no dia seguinte, em 9 de junho, um grupo de não menos de dez mil universitários da Universidade Nacional, a Pontifícia Universidade Javeriana,  Universidade Externado, Universidade do Rosário, Universidade dos Andes, Universidade Livre, Universidade La Gran Colombia, Universidade de América e alguns estudantes de bachillerado de Bogotá, saíram a marchar como manifestação de protesto. Nessa data, morreram 10 estudantes e um transeunte, ficaram 39 pessoas feridas a bala, dois mutilados e vários contusos. Por estas mortes comemora-se o 8 e 9 de junho como dia do estudante caído na Colômbia.
Foram assassinados os estudantes Jaime Moore Ramírez e Hernando Morais Sánchez (Química), Hugo León Velásquez (Medicina), Carlos J. Grisales (Economia), Álvaro Gutiérrez Góngora (Medicina), Elmo Gómez Lucich (estudante peruano), Rafael Sánchez Matallana (Colégio Virrey Solís) e Hernando Ospina (Veterinária).
Ante a renúncia do reitor da Universidade Nacional, Abel Laranjeira Villegas, Vermelhas Pinilla nomeou em seu lugar o Coronel José Manuel Agudelo. Um dos estudantes, em entrevista para o jornal colombiano El Tiempo, declarou que "os soldados, ao que parece veteranos da guerra da Coreia, abriram fogo contra eles de maneira indiscriminada".
Os soldados veteranos da Coreia trataram de desvincular-se do grupo que abriu fogo emitindo comunicados à opinião pública, não obstante, esta imagem persistiria no imaginário nacional e representaria a origem dos problemas sociais dos veteranos colombianos da Guerra da Coreia.

## La Violencia
Seu treinamento na importância da moral, inteligência e contra-inteligencia, a ação psicológica, realização de operações, logística, guerra de guerrilhas e experiência foi usada no Conflito armado interno da Colômbia, produto do bipartidarismo conhecido como La Violencia, como na denominada Guerra de Villarrica, em Tolima. O Exército Nacional funda a Escola de Lanceros em Cundinamarca em 1955, e cresce a influência estado-unidense nas Forças Militares.

## Implicações
Um dos efeitos da participação da Colômbia na Guerra da Coreia foi o fortalecimento, modernização e profissionalização do seu Exército Nacional e da sua doutrina militar. Isto ocorreu não só pela compra de armamento e equipamento, mas também pela experiência adquirida e pela formação recebida. Esta incluía trabalhos de inteligência, contra-inteligência, manejo de comunicações, entre outras, aplicadas de maneira posterior na luta contra "o inimigo interno". Sem dúvida, o nível logístico da atuação militar colombiana foi o mais beneficiado; repararam-se as deficiências e carências em termos de evacuação de feridos, mortos, material de guerra e manutenção de equipamentos, desempenho de unidades ao serviço da ordem pública, entre outros. Todas estas táticas e técnicas de combate postas em prática se orientaram mais tarde a controlar a ordem pública interior, a qual se via seriamente afetada pelo crescente bandolerismo e a formação de guerrilhas e grupos de resistência civil e armada em meados do século XX. Adicionalmente, o Exército Nacional abandonou os modelos militares europeus, e adotou o modelo estado-unidense. Isto marcaria o início de uma longa relação de cooperação militar entre Colômbia e os Estados Unidos. O Batalhão Colômbia foi o nome que recebeu o grupo de elite do Exército Nacional. Este seria posteriormente enviado como parte da Força Multinacional de Paz e Observadores da ONU ao Canal de Suez durante a crise de 1956; e desde 1982 patrulham o Sinai, como garantes dos acordos de paz entre Egito e Israel.
Além dos avanços no campo militar, a Colômbia mostrou-se mais ativa que antes na ONU, apesar de suas limitações conseguiu seu comprometimento de manter-se próxima aos Estados Unidos no marco da chamada doutrina respice polum. No entanto, esse excessivo enfoque no norte da região fez invisível ante os olhos do país os desenvolvimentos e avanços que ocorriam em outras regiões e palcos. Por exemplo, apesar do histórico acontecimento que marcou a participação colombiana no conflito coreano, as relações bilaterais entre Colômbia e Coreia do Sul, durante grande parte do século XX, não foram dinâmicas, para além da narrativa de amizade binacional. As relações diplomáticas formais entre os dois países estabeleceram-se em 1962. A Coreia do Sul tem brindado recursos de cooperação à Colômbia e apoiou a criação de organizações como a Associação Colombiana de Veteranos da Guerra da Coreia (Asociación Colombiana de Veteranos de la Guerra de Corea, ASCOVE) e a Fundação de Veteranos e Descendentes Colombianos da Guerra de Coreia (Fundación de Veteranos y Descendientes Colombianos de la Guerra de Corea, FUNVECOREA). No entanto, o fortalecimento das relações ocorreu só a inícios da década de 2000. Isso foi marcado por um memorando de entendimento sobre questões de cooperação militar (2015) e a assinatura de um Tratado de Livre Comércio (2013) com aquela que é atualmente uma das maiores economias do mundo e um exemplo de desenvolvimento industrial. O âmbito cultural tem sido uma das esferas com maior dinamismo das relações binacionais entre Colômbia e Coreia; nela têm confluído atores públicos e privados de ambos países, procurando avançar suas próprias agendas, a partir da meta inaugural da que se percebe como uma relação especial derivada da incursão colombiana em favor dos sul-coreanos durante os momentos mais críticos da guerra na península.

## Comemorações

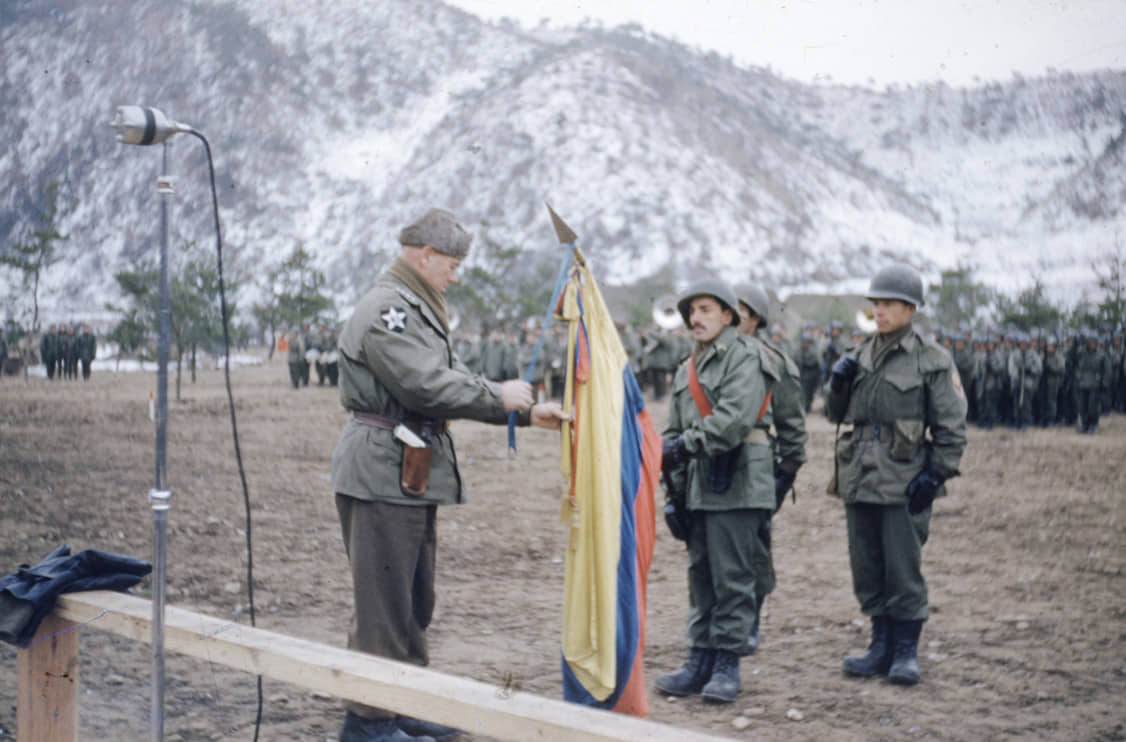
A bandeira do Batalhão Colômbia sendo condecorada pelo General James Fleet, comandante do 8º Exército americano, na Coréia.

O antigo Monumento aos Heróis de Bogotá, foi planeado durante o governo de Laureano Gómez para fazer uma homenagem aos soldados do Batalhão Colômbia enviados à Guerra de Coreia, na luta anticomunista.
Na base da 15.ª Divisão de Infantaria, localizada na região de Hwacheon, encontra-se desde 15 de junho de 2014 um Monumento aos Heróis Caídos colombianos que participaram na Guerra da Coreia. Nesse lugar, o Batalhão Colômbia travou uma das batalhas nas que participou durante o conflito.
Em agosto de 2016 foi inaugurado o Centro Amistoso de Reabilitação Integral (CRI) Colômbia-Coreia. Trata-se de um moderno centro de reabilitação que esperava beneficiar a 1.300 soldados, fuzileiros navais e policiais em condição de incapacidade graças ao apoio da Agência de Cooperação Internacional da Coreia (KOICA) e à gestão da Agência de Cooperação Internacional da Colômbia, APC-Colômbia. A construção do centro teve um custo de 33 bilhões de pesos, dos quais, a KOICA realizou uma contribuição de 11.500.000 dólares estado-unidenses. O CRI é um projeto aprovado pelo Governo coreano no ano 2007, como símbolo de amizade entre os países e em agradecimento às Forças Militares da Colômbia pelo apoio à Coreia do Sul na guerra contra a Coreia do Norte.
O Parque Gyeongmyeong, também conhecido como o Parque Colômbia, é um monumento dedicado às Forças Militares da Colômbia na Guerra da Coreia e se encontra localizado na cidade de Incheon, ao oeste de Seul, a capital sul-coreana. Este parque é uma homenagem à colaboração que os soldados colombianos brindaram a Coreia do Sul na guerra que travaram contra seus vizinhos do norte. Foi inaugurado em 25 de julho de 2018.

Um terceiro monumento comemorativo da amizade entre Coreia do Sul e Colômbia, em ocasião do 70° aniversário da participação do país sul-americano na Guerra da Coreia, inaugurou-se em novembro de 2021, durante o dia oficial de comemoração dos veteranos da Organização das Nações Unidas (ONU), no Cemitério Comemorativo da ONU, na cidade de Busan.

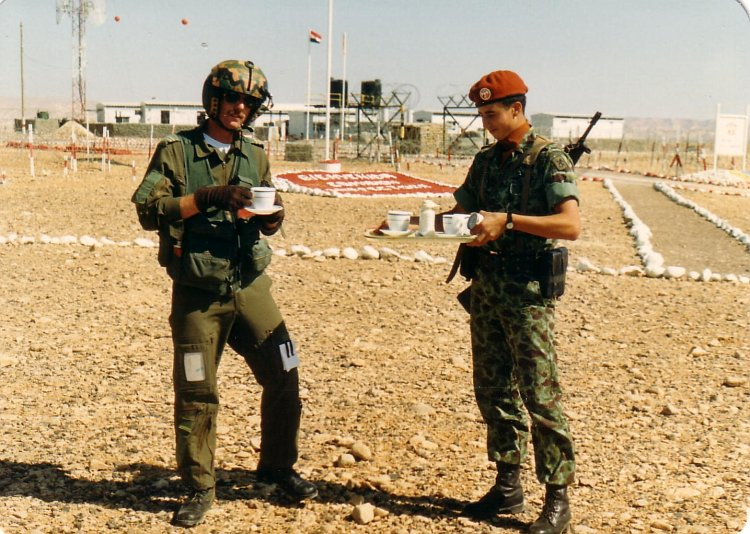
Soldado colombiano da Força Multinacional de Paz e Observadores, com boina terracota, com um piloto canadense em 1989.

Outro monumento de homenagem ao Batalhão Colômbia encontra-se na Armada da República da Colômbia em Cartagena, e foi inaugurado em março de 2008.

## Batalhão Colômbia nº 2
Em 1956, durante a Guerra do Suez, foi desdobrado o Batalhão Colômbia N.º 2, como parte da Força de Emergência das Nações Unidas (UNEF), na conjuntura de confrontos entre França, Grã-Bretanha e Israel contra o Egito pelo Canal de Suez.

## Batalhão Colômbia nº 3
Com o objetivo de defender os Acordos de Camp David (depois da Guerra do Yom Kipur, 1973), desde 1981 foi desdobrado o Batalhão Colômbia N.º 3 na Península do Sinai, no Egito, como parte da Força Multinacional de Paz e Observadores.